# スタニスワフ・レシチニスキ
スタニスワフ1世レシチニスキ（ポーランド語: Stanisław I Leszczyński、1677年10月20日 - 1766年2月23日）は、ポーランド・リトアニア共和国の国王（在位：1704年 - 1709年、1733年）およびロレーヌ公（在位：1737年 - 1766年）、フランス語名はスタニスラス・レクザンスキ（Stanislas Leszczynski）。フランス王ルイ15世の妃マリー・レクザンスカの父。

## 生涯

### 最初の王位
1677年、当時ポズナン県知事だったラファウ・レシチニスキ伯爵とアンナ・ヤブウォノフスカの子として、リヴィウで生まれた。1697年、ポーランド酒膳官として新王アウグスト2世の即位承認文書に署名している。
大北方戦争中の1703年、スウェーデンの資金援助により大貴族サピェハ家が組織した反アウグスト2世派のヴィエルコポルスカ連盟に参加した。翌1704年、ポーランドに侵攻してスウェーデンに敵対するアウグスト2世を廃したスウェーデン王カール12世により、ポーランド王に選ばれた。
スタニスワフは27歳と若かったが、潔白で有能な人物で、由緒あるマグナートの家系に属していた。しかし人を惹きつけるカリスマも政治的影響力も持ち合わせず、国王には不向きだった。にもかかわらず、スウェーデンは賄賂と軍隊の力に物を言わせ、6人の城代と数十人のシュラフタをかき集めた集会で1704年7月2日、スタニスワフを国王に選出させた。
数か月後にアウグスト2世の急襲を受けたスタニスワフがスウェーデン軍の陣営に逃げ込む事件があったが、1705年9月24日、スタニスワフは正式に豪奢な戴冠式を執り行った。伝統的なポーランドのレガリア(en)はザクセンにいるアウグスト2世の手元にあったため、カール12世は自分の選んだ傀儡の国王のために新しい王冠と王笏を用意した。
国王になったスタニスワフ1世は最初にカール12世と同盟を締結（ワルシャワ条約）、ロシア・ツァーリ国と戦うスウェーデンの援護をした。彼はウクライナ・コサックのヘーチマン、イヴァン・マゼーパに戦局の最も重要な場面でツァーリ・ピョートル1世を裏切るよう誘いをかける作戦を始め、小部隊をスウェーデン軍の指揮下に置いた。
しかし、スタニスワフ1世の立場は完全にカール12世率いるスウェーデン軍の軍事的成功に依存したものであり、1709年のポルタヴァの戦いでカール12世が敗北すると同時にスタニスワフの国王としての権威も消え去った。この時点までスタニスワフはルィジナの町にいたが、スウェーデンはそれまでの勢威を一気に失い、ポーランドにおいても影響力は減退しスタニスワフの身は不安定となった。この間にピョートル1世の援助によってアウグスト2世が復位した。
そして、共和国の大半の貴族（シュラフタ）がスタニスワフの王位を否認してアウグスト2世との和解を選び、スタニスワフ1世がカール12世の年金をもらうだけの身になり下がると、彼はエルンスト・デトロフ・フォン・クラッソウの軍勢とともにスウェーデン領ポメラニアに撤退した。スタニスワフ1世は国王の称号を保ったままポーランド王位を退き、引き換えにプファルツ＝ツヴァイブリュッケンを与えられた。
1716年、ザクセンの官僚ラクロワ（Lacroix）によってスタニスワフの暗殺が企てられたが、元国王はスタニスワフ・ポニャトフスキ（後のスタニスワフ2世アウグストの父）によって守られた。スタニスワフ1世はアルザスのヴィサンブールに移住し、1725年に娘のマリアがルイ15世と結婚してフランス王妃となったことを喜んだ。

### 2度目の王位

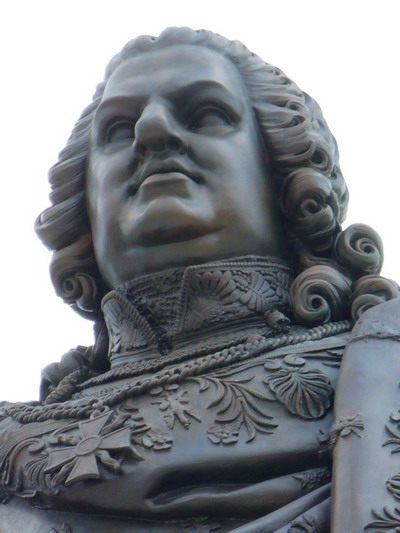
ナンシーにあるスタニスワフ・レシチニスキの銅像

1733年にポーランド・リトアニア共和国でアウグスト2世が死ぬと、スタニスワフの娘婿であるルイ15世は舅がポーランド王位を継ぐことを支持して、ポーランド継承戦争を引き起こすことになった。スタニスワフは御者に身をやつし、昼夜兼行で中央ヨーロッパを駆け抜け、1733年9月9日にワルシャワに姿を現した。翌日、大勢の人々の抗議を受けながらもポーランド議会においてスタニスワフは再び正式に国王に選出された。しかし、ロシアはかつてカール12世の野心に協力していたスタニスワフを認める気はなかった。ロシア政府はスタニスワフにただちに抗議し、自国と同盟しているオーストリアが推す、前国王アウグスト2世の息子であるザクセン選帝侯フリードリヒ・アウグスト2世（アウグスト3世）を支持した。
1734年6月30日、既にワルシャワでアウグスト3世の即位が宣言された後で、ピョートル・ラッシ将軍に率いられた2万のロシア軍が、スタニスワフのいるダンツィヒを包囲すべく進軍してきた。同市には、スタニスワフ1世（および首座大司教、フランスとスウェーデンの公使）を匿った支持者たちが、フランス軍による保護を待っていた。ダンツィヒ攻囲戦は1734年10月から始まり、1735年3月17日にはラッシ将軍に代わってブルクハルト・クリストフ・フォン・ミュンニヒ元帥が到着した。そして5月20日、長く待ち望んだフランスの艦隊が現れ、2,400人の兵士がヴェステルプラッテに上陸した。1週間後、この小規模なフランス軍は果敢に包囲中のロシア軍に立ち向かったが、多勢に無勢で結局は降伏した。これはフランス軍とロシア軍がはじめて交戦した戦闘だった。6月30日、グダニスクは無条件降伏し、135日にわたって続き、8000人の損害を受けたロシア軍による包囲は終わりを告げた。
一方、スタニスワフは小作農に変装して開城の2日前に脱出し、ケーニヒスベルクに姿を現した。彼はそこで自身の支持者たちによる政治連盟を組織し、自分の任命したポーランド公使をパリに急派して、最低でも4万人のフランス軍を派遣させてザクセンを侵略させるという声明を支持者たちに向けて発表した。ウクライナでも、スタニスワフを支持するミコワイ・バジーリ・ポトツキ伯爵が寄せ集めの烏合の衆からなる5万人の軍隊を用意していたが、ロシア軍に蹴散らされた。
1736年、スタニスワフは再びポーランド・リトアニア共和国の王位を退いた。ルイ15世は、ハプスブルク家の女子相続人マリア・テレジアとの結婚を認める代償としてロレーヌ公フランソワ3世（後の神聖ローマ皇帝フランツ1世）から譲渡させたロレーヌ公国およびバル公領を、王位を放棄したことの補償として、1代限りという条件付きで舅に与えた。

### ロレーヌ公

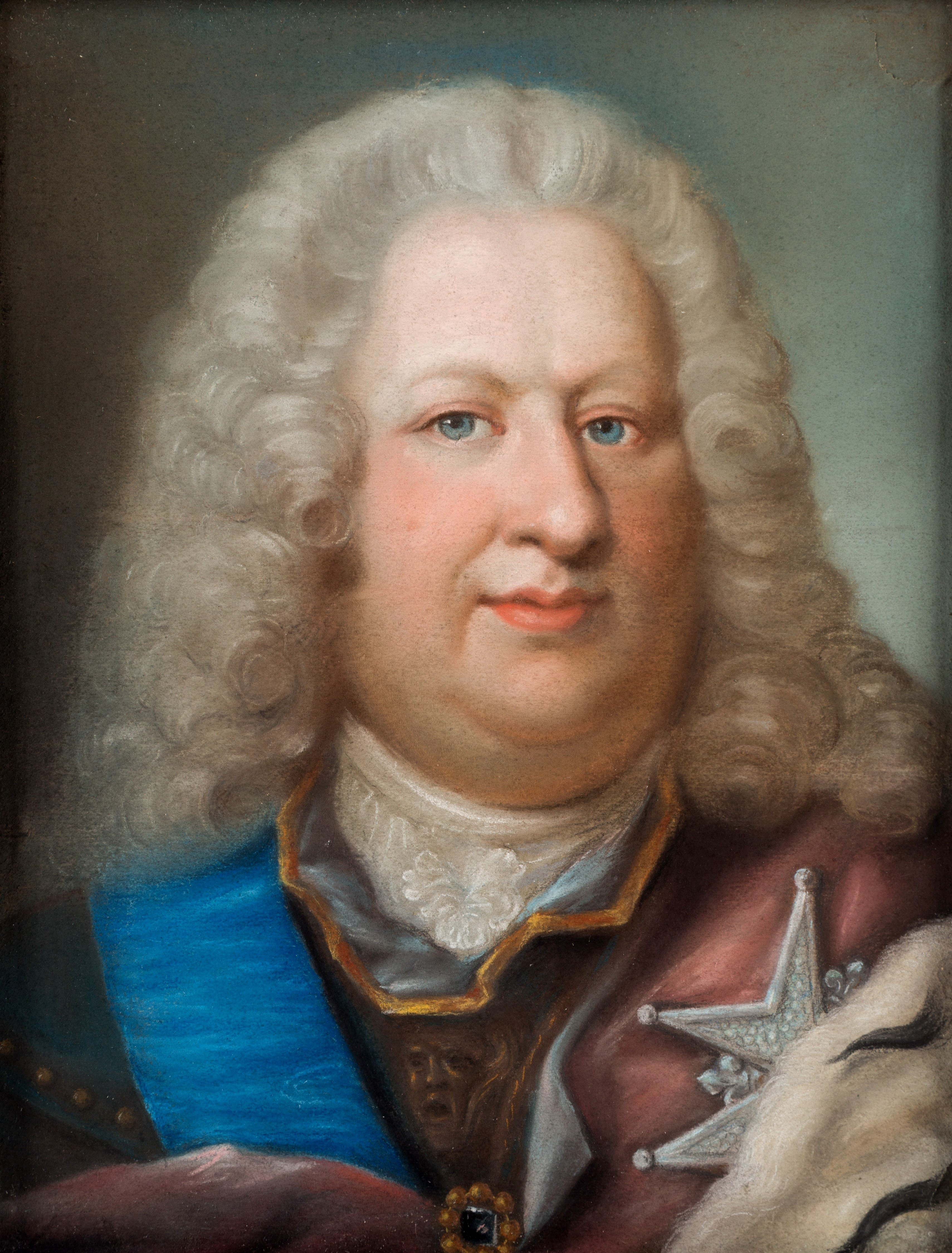
1750年代から1766年までとされる肖像画

ロレーヌへ着いたスタニスワフはリュネヴィルに移住し、科学と慈善活動に余生を捧げた。1750年には、リュネヴィルに自分の名を冠したアカデミー・ド・スタニスラスを、ナンシーに図書館を設立した。晩年には哲学者ジャン＝ジャック・ルソーと論戦をしたりしている。
1766年、スタニスワフは88歳でリュネヴィルにて没した。ロレーヌはフランス王領に併合された。

## ギャラリー

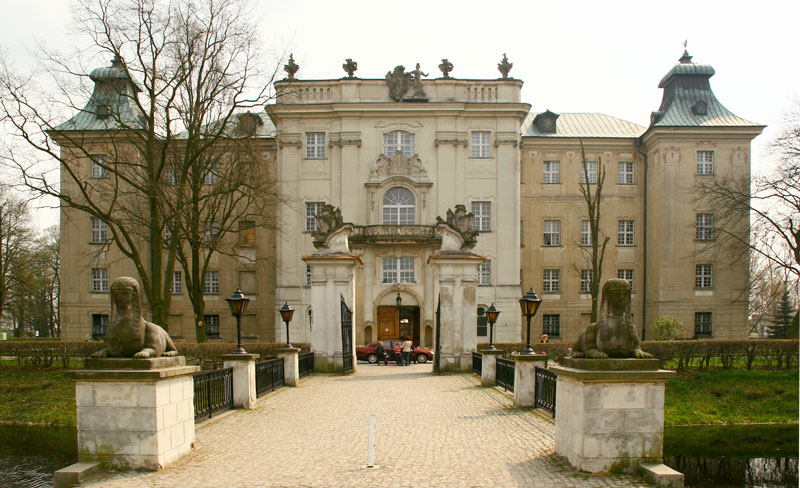
スタニスワフの依頼でポンペオ・フェラッリが改築したルィジナの城（1700年完成）
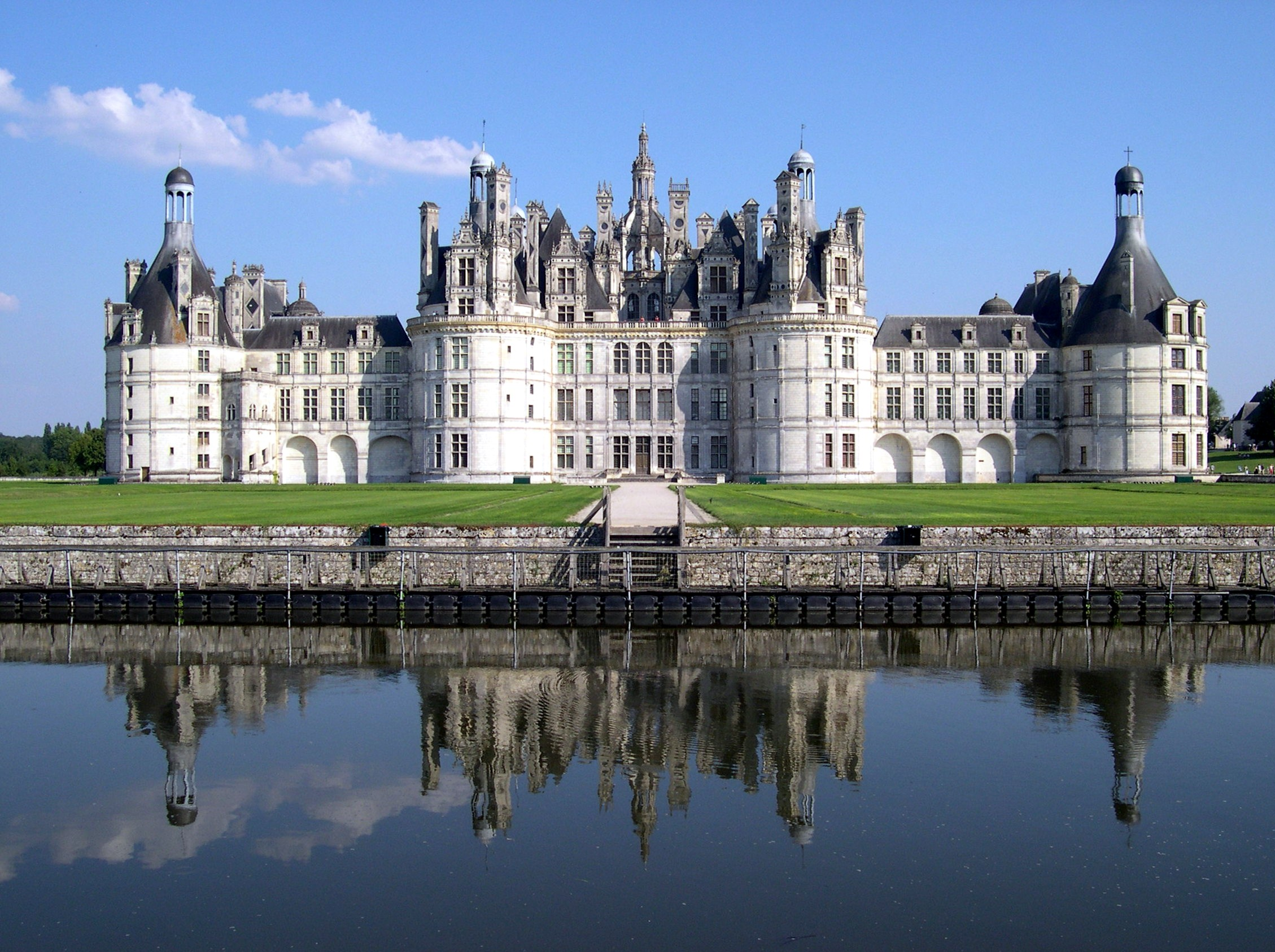
スタニスワフが1725年から1733年まで暮らしたシャンボール城
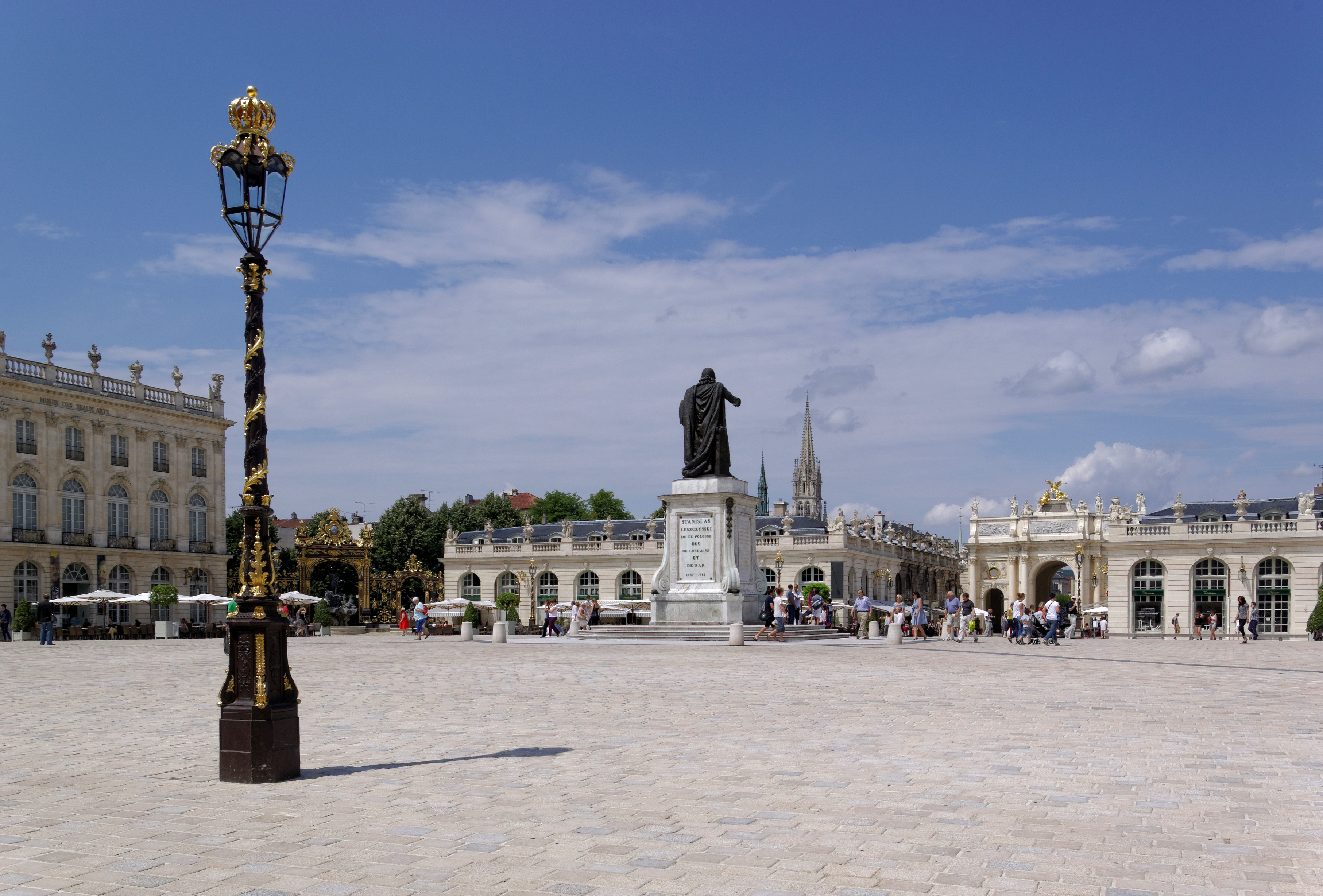
ナンシーのスタニスラス宮殿（1751年 - 1755年）
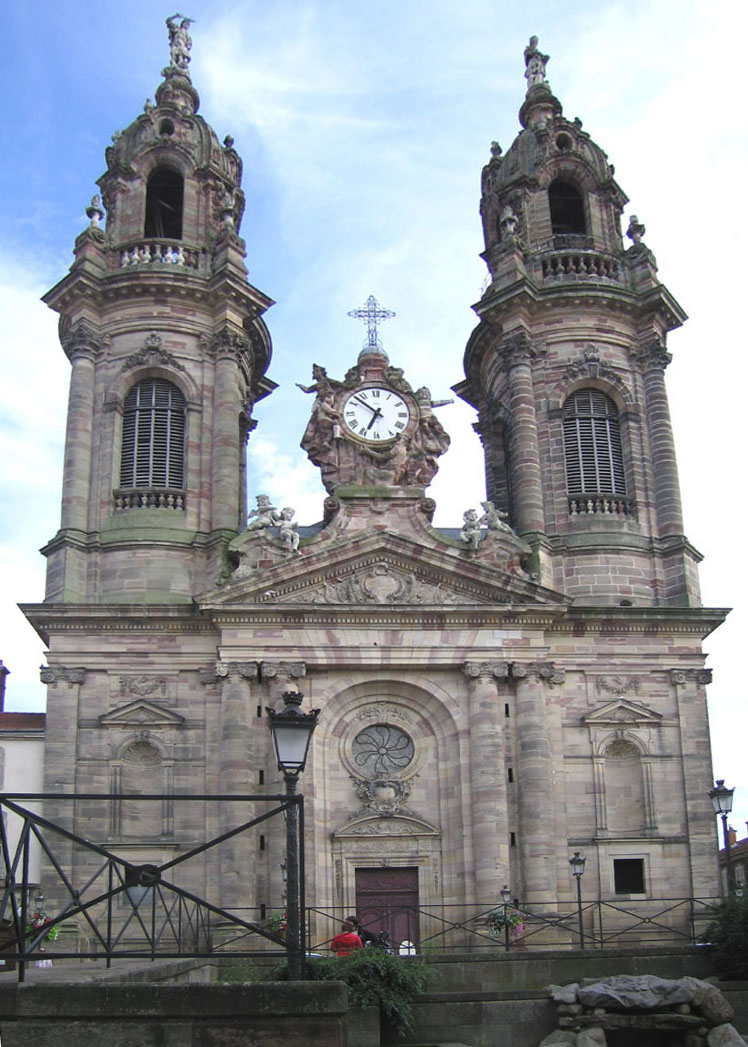
スタニスワフがリュネヴィルに建設したサン・ジャック教会